# Їлян (повіт, Куньмін)
24°55′22″ пн. ш. 103°08′51″ сх. д. / 24.9228° пн. ш. 103.1474° сх. д.
Їлян (кит. 宜良县, пін. Yíliáng Xiàn) — один із повітів КНР у складі префектури Куньмін, провінція Юньнань. Адміністративний центр — містечко Куан'юань.

## Географія
Їлян лежить на висоті близько 1540 метрів над рівнем моря на півночі Юньнань-Гуйчжоуського плато.

### Клімат
Повіт знаходиться у зоні, котра характеризується океанічним кліматом субтропічних нагір'їв. Найтепліший місяць — липень із середньою температурою 21,6 °C. Найхолодніший місяць — січень, із середньою температурою 9,1 °С.
| Клімат повіту Їлян      | Клімат повіту Їлян | Клімат повіту Їлян | Клімат повіту Їлян | Клімат повіту Їлян | Клімат повіту Їлян | Клімат повіту Їлян | Клімат повіту Їлян | Клімат повіту Їлян | Клімат повіту Їлян | Клімат повіту Їлян | Клімат повіту Їлян | Клімат повіту Їлян | Клімат повіту Їлян |
| Показник                | Січ.               | Лют.               | Бер.               | Квіт.              | Трав.              | Черв.              | Лип.               | Серп.              | Вер.               | Жовт.              | Лист.              | Груд.              | Рік                |
| Середній максимум, °C   | 17,8               | 20                 | 23,9               | 27,1               | 26,9               | 26,6               | 26,5               | 26,9               | 25,6               | 22,9               | 20                 | 17,3               | 23,5               |
| Середня температура, °C | 9,1                | 11,1               | 14,9               | 19,2               | 21,1               | 21,6               | 21,6               | 21,2               | 19,8               | 17,2               | 13                 | 9,3                | 16,6               |
| Середній мінімум, °C    | 2,9                | 4,1                | 7,4                | 12,4               | 16,3               | 18,2               | 18,4               | 17,7               | 16,3               | 13,6               | 8,2                | 3,9                | 11,6               |
| Норма опадів, мм        | 16.5               | 16.7               | 18.9               | 23.9               | 81.1               | 157.8              | 164.8              | 150.8              | 98.4               | 75.6               | 39.4               | 16.2               | 860.1              |
| Вологість повітря, %    | 72                 | 66                 | 61                 | 57                 | 67                 | 79                 | 83                 | 83                 | 79                 | 80                 | 78                 | 77                 | 73.5               |
| ----------------------- | ------------------ | ------------------ | ------------------ | ------------------ | ------------------ | ------------------ | ------------------ | ------------------ | ------------------ | ------------------ | ------------------ | ------------------ | ------------------ |
| Джерело: data.cma.cn    |                    |                    |                    |                    |                    |                    |                    |                    |                    |                    |                    |                    |                    |